# 歴史学

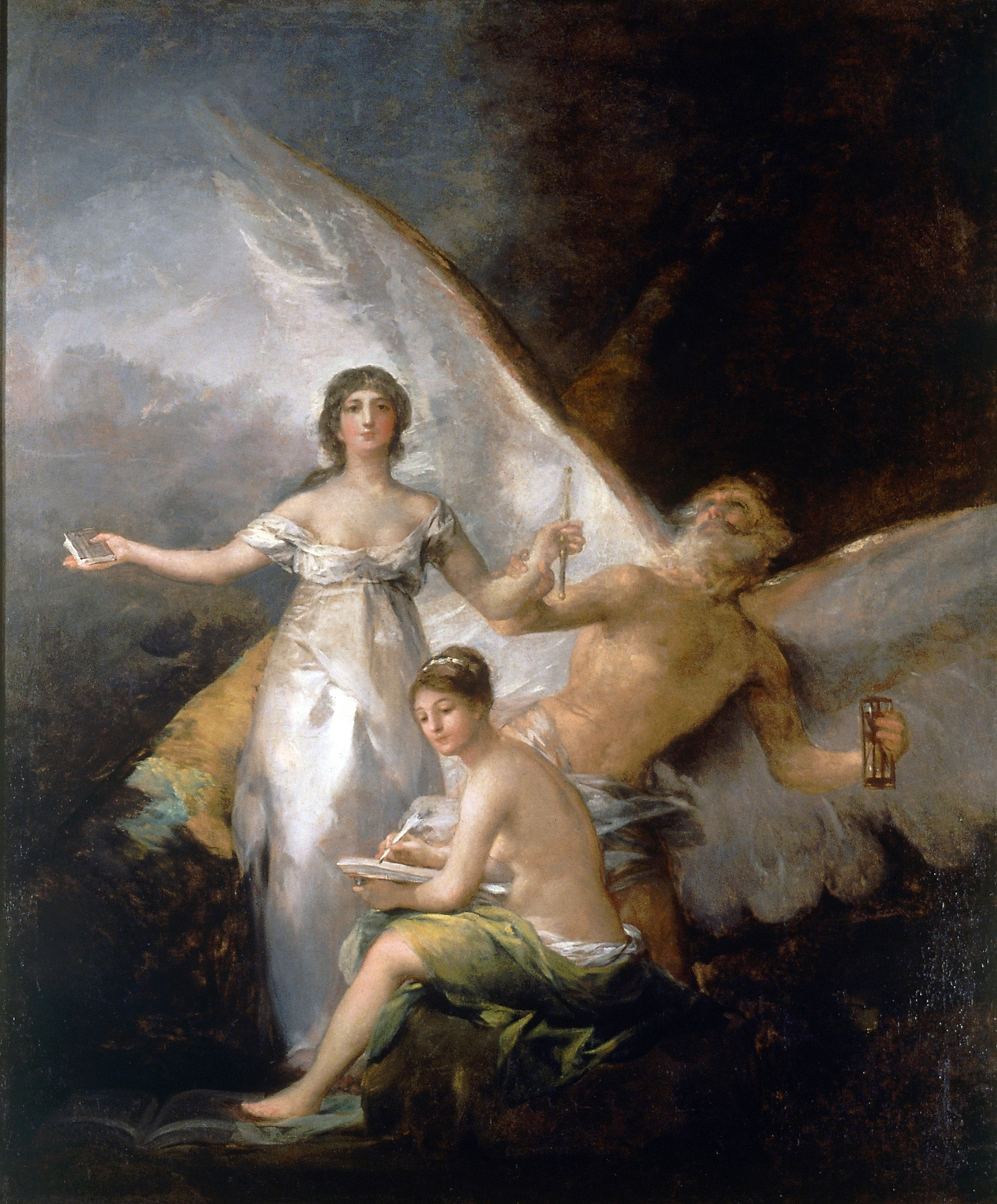
フランシスコ・デ・ゴヤ作『真理、時間、歴史』

歴史学（れきしがく）とは、過去の史料を評価・検証する過程を通して歴史の事実、及びそれらの関連を追究する学問である。

## 概要
歴史とは過去の事実を文献などを用いて収集し、編纂したものである。歴史叙述は古代から存在していたが、学問としての方法論を確立させた近代歴史学が成立したのは、17世紀から19世紀頃にかけてである。
西ヨーロッパではルネサンスの時代に史料批判の方法論が確立し、17世紀以降に古文書学として成立していたが、歴史家レオポルト・フォン・ランケは、その史料批判を歴史研究において重要視する実証主義的な歴史学（実証史学）を確立した。「ただ事実を記すのみ」としたランケの実証史学は歴史学界に大きな影響を与え、今日の歴史学の基礎となった。しかし、文献資料を偏重することには問題があり、アナール学派の登場以来、文献研究以外の方法も模索され、人類学的な性格を持ちつつある。
過去を教訓として受け取る態度は古くから見られるものである。例えば、ニッコロ・マキャヴェッリの『リヴィウス論』はイタリアの黄金時代であった古代ローマの共和制の歴史を振り返ることで未来への教訓を見出そうとしている。しかし過去を安易に今日の基準でみることは過去を色眼鏡でみることになりかねないため、注意が必要である。例えば、今日戦争は悪であるとされているが、かつては紛争解決の最終手段として戦争は肯定されていた。自分の時代の価値観や倫理観を機械的に過去へ適用し、批判することは、しばしば歴史の実相を見誤ることになりかねない。

## 歴史研究の方法

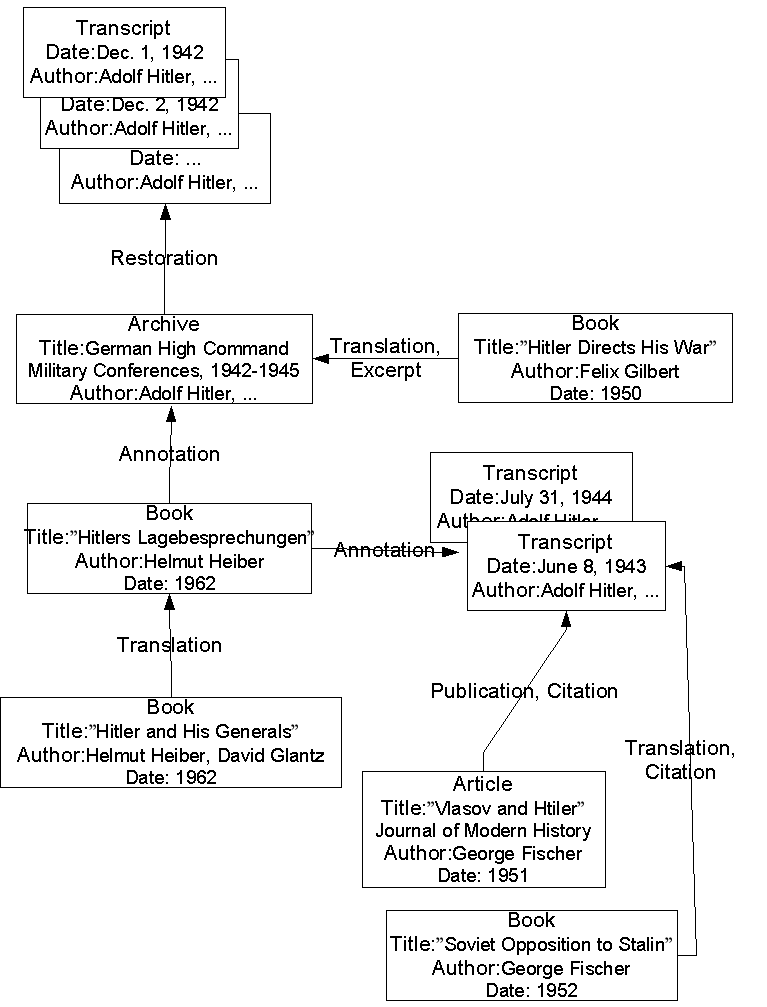
歴史学的なテキストの関係

歴史の研究は歴史学者などが行っている。一般的に、歴史学者は大学の史学科などで学び、修士号・博士号を取得し、論文を学術雑誌に投稿したり、学術書を出版することで研究を行っている。歴史学者は大学や研究所に勤めていることが多いが、個人で地域の歴史を研究している日曜歴史家、郷土史家なども存在する。
歴史学の目標は過去の全ての事実を調べることではなく、その中から自分の問題意識や関心に従って課題（テーマ）を選択し、史料や先行研究を調査し、論文を執筆することである。
E・H・カーが『歴史とは何か』で主張するように「歴史とは過去と現在の尽きることのない対話」であり、歴史学者の置かれている時代状況に大きく影響を受けて問題意識が醸成されている。しかし、歴史研究にはあくまで実証性が求められるため、史料や先行研究に基づかない恣意的な歴史叙述はできない。

### 先行研究の調査
研究テーマが決まったら、まず先行研究を調査する必要がある。先行研究は著書、学術雑誌に投稿された論文などという形でなされており、書店や古書店、図書館、インターネットなどで探すことができる。自分のテーマと関係する先行研究を探すためには、研究目録、歴史辞典などを見たり、その分野の入門書の参考文献を見たり、インターネット上でCiNiiや国立国会図書館のNDL online、大学図書館のOPACで検索することが必要である。本や論文を入手したら、それを読んで他の先行研究を探したり、読むべき史料を見つけたりすることで芋づる式に調査が可能である。先行研究を読んだあとは、論文を執筆するにあたって、それを参考文献として明示しなくてはならない。もし直接参考にしたのに参考文献として書かなかった場合は剽窃・盗用として、罰則を受けなければならなくなるため、注意が必要である。
また、個別的な研究を調査する前に、通説や通史を把握しておくことも必要である。大学で使われる歴史学の教科書や、シリーズ物の通史として、岩波講座、中央公論社や講談社、岩波書店、吉川弘文館などの「○○の歴史」シリーズなどが出版されている。これらの一般向けの歴史書の中には新書として出版されたものや文庫化されているものもあるため、図書館に行かなくても、書店で簡単に入手することができる。なお、歴史本のなかには、学術的な研究に用いるにはふさわしくない本も多くある。それを判別するのは難しいが、一次史料を利用しているかどうかや学会で定評あるその分野の基本書とされる先行研究を載せているかどうかなどを見て、歴史学の正当な手続きが踏まれているか調べればよい。また、歴史小説などは原則として利用できないが、「歴史小説」自体の研究を行う場合などはその限りでない。

### 史料調査と史料批判
歴史史料は文書、書物、日記などの古文書（文字史料）、考古資料、絵画史料などがあるが、これらは古くからある家の倉庫や、古書店などに眠っていたり、あるいは大学や公文書館、博物館などに寄贈、売却されていたりする。また、また、日本国内にはない史料も存在する。歴史学者はこれらの史料を探したり読んだりするため、調査に出かけることがある。史料を見つけたら、作られた年代や真贋を調べるために、紙質や字体などを調べて、偽書ではないかどうかを確認する。その後、史料の多くはくずし字などで書かれているため、翻刻（活字化）を行い、学会で研究報告がされたり、本や資料集として出版されたりする。史料は書店や図書館などで入手、閲覧することが可能になり、多くの場合歴史学者はこれを利用して研究を行う。しかし、史料に書かれていることがすべて事実というわけではない。そのため史料批判を行うことが必要である。
歴史学において史料批判は欠かせない作業である。史料批判とはその史料が信頼できるものなのか、信頼できるとしてどの程度信頼できるのかを見定める作業である。例えばある事件について、史料Aと史料Bが矛盾している場合、両方の史料の性格を考え、どちらが正しいか確定してゆく作業が含まれる。史料Aが事件から1年後の第三者による伝聞であり、史料Bは当事者の日記だとすれば、一般には事件に対して（時間的・空間的に）最も近い史料が確実なものと考えられるが、当事者の証言には（意識的・無意識的な）自己正当化が含まれることも多く、必ずしも真実とは限らないから、できるだけ多くの史料を集めて相互に批判検討を加えることが重要である。なお、伝聞であっても、その事件に対する世間での評価を含んでいるなど、史料として利用できる場合もある。
既に編纂されている史料の場合は、著述者の立場により意図的な編纂が加えられている場合もある。例えば中国の正史（二十四史）は唐代以降、国家による編纂となったために、当代の王朝を正当化するために先代の王朝の最後の皇帝などが実際以上に悪く書かれる傾向にある。こうした史料を残した人の思想や信条、政治的状況、当時の社会状況を慎重に見定めることが必要である。

### 史料読解と論文執筆
テーマを決定し、先行研究を調査した後は、集めた史料を問題意識に従いながら読解することで、論文を執筆する。翻刻され、刊行された史料は古文や漢文が読めれば使うことができるが、くずし字のままの文章や外国語で書かれた文章を読解するのは専門的な教育を受けていなければ難しい。また、時代や地域、テーマ設定にもよるが、史料は膨大な量が残っており、研究者は日々これを読むことに腐心している。古文書には内容以外にも形式に注目する必要があり、それは古文書学を学ぶことで知ることができる。
史料読解ができたら、それを論文にまとめる必要がある。論文には形式があり、それに従って書かなければならない。論文を執筆したあとは、それを投稿して世に問わなければならない。「史学雑誌」、「歴史評論」などの学術雑誌や、大学や博物館などが出す紀要、地域の郷土史家グループが出している雑誌、学生向けの論文コンクールなどさまざまな発表の場があり、そこに発表することで、他の研究者が読み、参考にすることができる。

## 歴史観と史学史

### 歴史観の一覧
歴史観または史観とは、歴史の見方。それぞれの歴史観ごとに「史実」は異なり、容易に一致させられない。しかしある時代に多くの人が共有していた歴史観はあり、古代ギリシアの「循環史観」、中世キリスト教の「救済史観」、近代啓蒙主義時代の「進歩史観」、19世紀の「ナショナリズム史観」等がある。そこから史学史が形成される。以下は歴史観の例：
- 皇国史観
- 自慰史観
- 自虐史観
- 陰謀史観
- 太平洋戦争史観
- 東京裁判史観
- 自由主義史観
- 進歩史観
- 単一発展史観
- 発展段階史観
- マルクス史観
- 唯物史観
- ホイッグ史観
- 司馬史観
- 普遍史観
- 天啓史観
- 誇大妄想史観
- 文明の生態史観

- 技術史観

技術史観とは、技術の進歩が歴史的発展を究極的に決定しているとする見方。歴史的・社会的変動の原因を技術と見なすことで、歴史を技術の質的変化として考察する立場。技術史観では少なくとも、次の二点が前提とされる。
1. （思想・文化・社会制度は民族や地域によって異なるとしても、）技術は普遍的であり、いかなる社会にも共通して取り入れられる[4]。
2. （思想・文化・社会制度は盛衰を繰り返すとしても、）技術は進歩発展し続けている[4]。

このような技術史観の見方では、新技術の発明と普及が、人間の生活様式・社会関係・社会構造・文化・思想の飛躍的変化を引き起こす。「農業革命→産業革命→エレクトロニクス革命」という段階的用語は、その例である。

### 歴史観の歴史
ここでは時系列順に主な歴史観を列挙していく。
- 古代インドの仏教で、時間と共に正しい教えが廃れるという下降史観が興り、仏教とともに各地に伝来した。
- 善悪二元論の発想が生まれ、古代ペルシャでゾロアスター教が、古代イスラエルでユダヤ教が興る。
- 古代ギリシャで、ヘロドトスが『歴史』を記した。
- 古代ヨーロッパでキリスト教の影響力の元、神話上の出来事を史実として記す普遍史観が成立した。神学者アウグスティヌスの『神の国』のように、聖書（旧約聖書・新約聖書）をそのまま事実と捉え、天地創造 - アダム - ノアの方舟等を経てイエスが誕生し、現在があり、やがては最後の審判を迎えるという流れが存在する、中世にわたって支配的な歴史観であった。後の啓蒙思想の時代に否定されたが、歴史には一定の目的がある、未来に最終決戦と救済があり善が勝利するとする発想は西欧の歴史観に大きな影響を与えている。
  - 一方で中世における年代記は事象の相互関連を考察せず、ただ事実を列挙していくスタイルを取っている。「歴史観」を持たないこれらの書物を執筆した著者の関心は、戦闘などの特異な出来事や、華やかな祭典などに向けられている。
- イスラム世界の学者、イブン・ハルドゥーンは『歴史序説』で循環型の歴史観を唱えた。
- ルネサンス以降、自然科学が発達し自然界に多くの法則があることが証明されてくると、歴史の中にも何らかの法則があるのではないかという思潮が高まり、啓蒙思想の時代になると、歴史は法則に基いて無知蒙昧な時代から啓蒙の時代へと進歩してゆくという直線的歴史観（進歩史観）が主流となった。
  - 哲学者ヘーゲルは人類の歴史の世界史的発展過程により理性（絶対精神）が自己を明らかにするものと捉えた。これも進歩史観の一つである。
- 近代イギリスにおいて、歴史上の出来事を「進歩を促した者」と「進歩を阻害した者」という極端な二元論で解釈するホイッグ史観が成立した。歴史に法則的進歩が存在する事を前提としている為、後述する唯物史観同様、進歩史観から派生した歴史観の一つとして捉えられる。
- 歴史学者ランケは法則性の論証を優先して史実を乱雑に扱う進歩史観に反発し、その反動として徹底した実証主義的証明に基づく近代的な研究方法を確立し、歴史学を科学に高めた（実証史学）。ランケはヘーゲルらの歴史法則論を否定し、また法則性が求められた遠因とも言うべき実用性を至上視する学問の傾向に対して警鐘を鳴らした。
- 著述家トーマス・カーライルは「世界の歴史は偉人の伝記である」と主張し、人物の業績を語ることでトップダウン的に歴史を把握する手法は、偉人説（英語版）として19世紀以降の社会史に強い影響を与えた[5][6]。
- 哲学者マルクスはヘーゲルの進歩史観を継承しつつ、思想や観念を歴史の原動力とした部分を批判、経済的な関係こそが歴史の原動力であるとした唯物史観を確立した（『共産党宣言』『資本論』）。また、生産力と生産関係の矛盾が深まると社会変革が起こると考えた。
- 社会学者・経済学者マックス・ウェーバーは、『プロテスタンティズムの倫理と資本主義の精神』において、人間の行動を規定するものとして宗教に注目し、宗教倫理と経済活動の関連を研究した。ウェーバーのこうした手法は、文化的な差異が歴史の進展にも差異が生じさせていることを明らかにした。また、ウェーバーは価値自由を提唱し、学問に価値判断（例えばxx主義、xx教が正しい等）を持ち込むことを厳しく批判した。
- 歴史学者アンリ・ピレンヌは経済史の側面から経済的要素が歴史に重要な影響を与える事を論証した。ピレンヌの研究は同じ経済を重要な要素として位置づけている点では唯物史観と一致しているものの、図式的な見方を拒否するなど一線を画した内容となっている。
- 近代になると民族主義の激化により、アーリアン学説等のエスノセントリズム的歴史観が流行し、第二次世界大戦等の破滅を招く。
- 20世紀に登場したアナール学派[注 3]は社会学や心理学などの他の社会科学からの方法論を援用し、それまでの事件中心の歴史認識に対し、心性や感性の歴史、また歴史の深層構造の理解などマクロ的な歴史把握を目指した。また、アナール学派の台頭以降、個別の事件性や通史ではなく、農政史、出版史、物価史、人口史、経済史、心性史などの社会学的なテーマ史や、社会学、文化人類学、経済学、民俗学などの知見を取り入れる学際性を重視する傾向が見られる。
- 地理学者・生物学者ジャレド・ダイアモンドは『銃、病原菌、鉄』で地理的・生物学的要因が歴史を決定付けると主張、史学界に論争を起こした。
- 社会学者・歴史学者ウォーラステインによって提唱された世界システム論は、歴史は1つの国や社会で完結するものではなく、世界システムの過程から捉えるべきであるとしている。

### 歴史法則
歴史はある法則に基づき一定の方向へ進んで行くものという考えがある。近代において主流となっていた啓蒙主義や唯物史観においては歴史法則の発見が主要な研究目標とされ、20世紀前半はマルクスの発展段階説、冷戦後は文明の衝突論、歴史の終わり論などが大きな影響を与える形で歴史法則研究が続けられてきた。しかし実証主義を基幹とする今日の歴史学では、基本的に一回性の連続であり、こうした普遍的・絶対的な歴史法則が存在するとする意見は批判が強い。また仮に何らかの法則性が存在したとしても、歴史は人類文明に存在する全ての要素から構成されている極めて複雑な概念であり、その要素が全て解明されでもしない限り、普遍的法則を構築することは困難である。ただ論者によっては緩やかな法則（傾向法則）であれば解明は可能とする論者も存在する。とはいえ法則のように見えるものは概ね一つの仮説に過ぎず、例えば唯物史観は正しいか、そうでないかということではなく、それが歴史的事象を的確に説明できる限りにおいて正しいものと考えられる。

### 客観性

#### 現代史の困難さ
例えば古代ギリシア史やルネサンス史を論じる場合と自分の生きる時代を含む現代史を論じる場合とでは、後者に固有の困難さが生じる。現在の社会が抱えている諸課題が、現代史には生々しく反映されてしまう。例えば、第二次世界大戦のために多大な被害を受けた人々が多数生存しており、未だその傷は癒えていない。政治の駆け引きの道具としてそれが利用されてしまうことも多い。日本でも特に第二次世界大戦前後を巡る歴史認識について、いくつかの論争が起こってきたが、感情的なやり取りも見受けられ、客観的な評価を行ううえでの困難さが生じている。そのような事情をふまえながらも、事実や関連性を明らかにしてゆく努力が重ねられてゆくことは必要である。

## 分野

### 上位分野
歴史学は日本では一般的に人文科学（人文学）に分類されている。例えば、文部科学省は分科「歴史学」を、「人文学」、系「人文社会系」の分野「人文学」に分類している。
経済学や社会学、社会人類学との関係性から社会科学への分類を妥当とする意見も存在する。一方、欧米では社会諸科学との親和性から社会科学に分類されるが、此方でも人文科学と社会科学の何れに含めるかに付いて議論が重ねられている。

## 教育機関

### 日本
日本の小学校と中学校では社会科で、高等学校においては地理歴史科で日本史科（かつての国史科）や世界史科（かつての東洋史科・西洋史科）で歴史が講じられる。
日本の大学においては文学部が歴史研究のみを専門的に行う史学科を設置していることが殆どであり、日本史学（国史学）、東洋史学、西洋史学、考古学が史学科で講じられる。ただし、法学科では法制史、政治学科では政治史、経済学科では経済史、社会学科では社会史、教育学科では教育史、理学部・医学部では科学史が講じられることが多い。